# دختر کثیف (فیلم)
دختر کثیف (انگلیسی: Dirty Girl) یک فیلم در ژانر کمدی-درام، و داستان بلوغ است که در سال ۲۰۱۰ منتشر شد.

## بازیگران
- جونو تیمپل
- میلا یوویچ
- ویلیام اچ میسی
- مری استینبورگن
- دوایت یوآکم
- تیم مک‌گرا